# ¡Qué Detectives!
¡Qué Detectives!  es una película venezolana de 2012, dirigida por Carlos Malavé y protagonizada por Moncho Martínez, quien interpreta al personaje El Inspector Rodríguez del programa ¡Qué Locura!
Moncho Martínez comentó que llevó al Inspector Rodríguez a la gran pantalla «porque es el personaje con mayor cabida y liderazgo dentro de todos lo que he hecho en el programa  ¡Qué Locura!, en sus 11 años. Además el Inspector se mantiene al aire actualmente narrando todos los casos del programa y a parte valoramos la excelente acogida que tiene en Latinoamérica. Me parecía que había que sacar al Inspector Rodríguez de su garita y darle vida propia. El público me lo pedía desde hace tiempo».
La película se rodó en cinco semanas en la ciudad de Caracas, en el estado Vargas y en la Hacienda Santa Teresa. La coordinación de la banda sonora también estuvo a cargo de Moncho Martínez.

## Sinopsis
El Inspector Rodríguez renuncia a Venevisión y decide realizar su propia agencia de detectives junto a su inseparable compañero Pacheco, luego de un golpe de suerte al ganarse el premio mayor en el Kino Táchira. Tras la llamada de una mujer, ya se encuentran trabajando en su primera misión en medio de enredos e hilarantes situaciones.

## Reparto
- Moncho Martínez
- Mariángel Ruiz
- Diosa Canales
- Luis Gerónimo Abreu
- Jorge Reyes
- Irán Lovera
- Norah Suárez
- Winston Vallenilla
- Beba Rojas
- Jessika Grau